# Andropogon gyrans
Andropogon gyrans là một loài thực vật có hoa trong họ Hòa thảo. Loài này được Ashe mô tả khoa học đầu tiên năm 1898.